# Coeuve
Coeuve (ve francouzštině psáno také Cœuve) je obec ve švýcarském kantonu Jura. Žije zde 734 obyvatel.

## Geografie

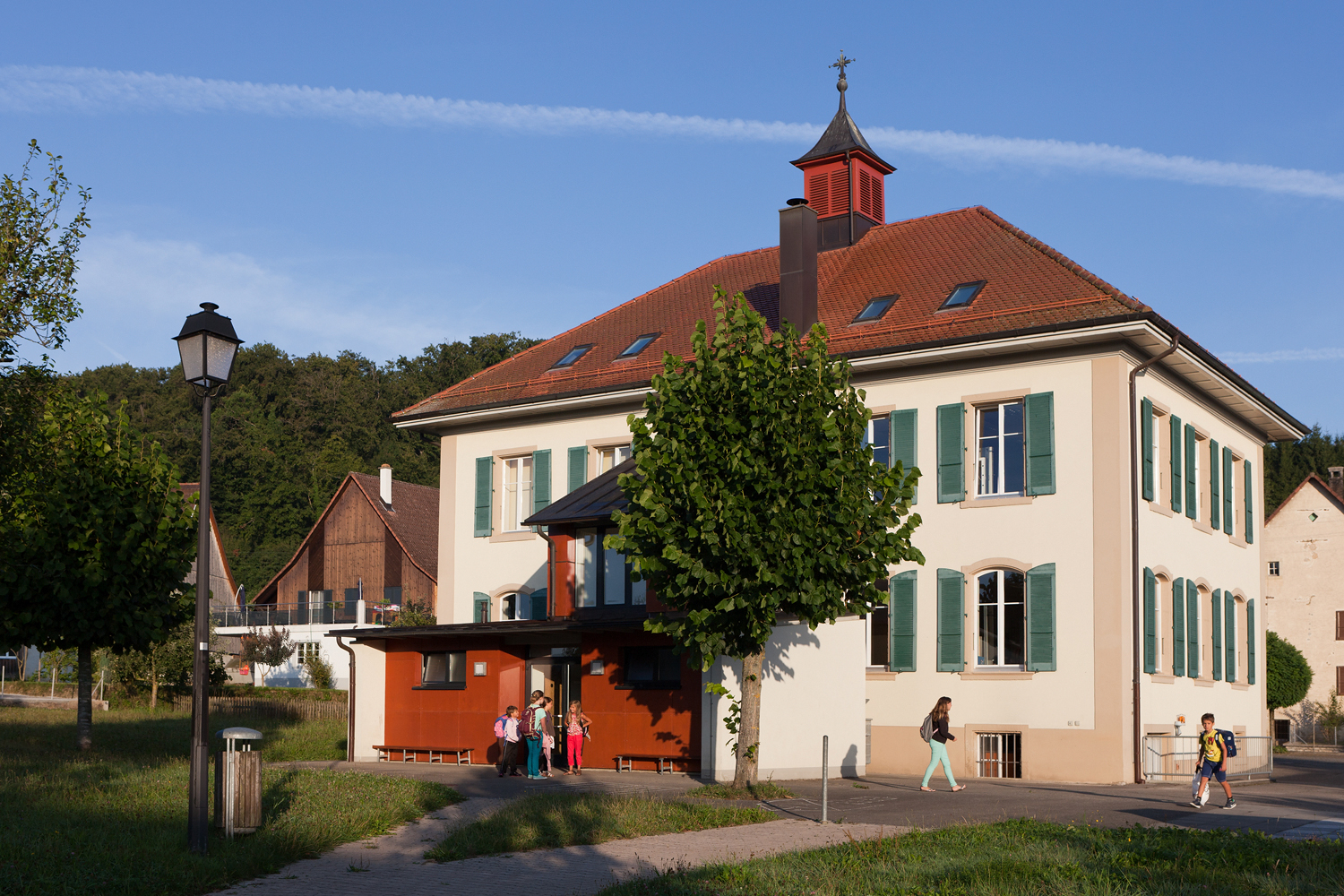
Škola

Coeuve leží v nadmořské výšce 432 m, vzdušnou čarou 5 km severoseverovýchodně od okresního města Porrentruy. Zemědělská obec se nachází v centrální části oblasti Ajoie, v širokém údolí potoka Coeuvatte, který v obci pramení.
Území obce o rozloze 11,6 km² pokrývá horní část údolí Coeuvatte, které se zařezává do mírně zvlněné náhorní plošiny Ajoie. Na východě zasahuje území obce do nadmořské výšky Charme (až 500 m n. m.). V západní části obce se nacházejí lesy Montorbé, Corbété a Bois de Sapins. Poslední jmenovaný je s 553 metry nad mořem nejvyšším bodem obce. Oblast je odvodňována říčkou Coeuvatte do řeky Allaine. V roce 1997 tvořila zastavěná plocha 4 % rozlohy obce, lesy a lesní plochy 38 % a zemědělské plochy 58 %.
K obci Coeuve patří vesnice Sur le Mont, ležící v nadmořské výšce 536 m na hřebeni mezi údolími Allaine a Coeuvatte, a několik jednotlivých farem. Sousedními obcemi Coeuve jsou Porrentruy, Courchavon, Basse-Allaine, Damphreux-Lugnez, Vendlincourt a Alle.

## Historie

Coeuve (počátek 20. století)

Nález asi 600 římských stříbrných mincí ze 3. století n. l. v lokalitě Cras Roquet v katastru obce je důkazem osídlení z římských dob. První zmínka o obci Cova pochází z roku 1136. Coeuve sdílí pohnutou historii Ajoie, která se poprvé dostala pod kontrolu basilejského knížecího biskupství v roce 1271. V 16. století se obec stala hlavním městem jednoho z pěti panství v Ajoie. Během nepokojů v letech 1730 až 1740 se obyvatelé vesnice vzbouřili proti vrchnosti knížete-biskupa. V letech 1793–1815 patřilo Coeuve k Francii a zpočátku bylo součástí départementu du Mont-Terrible, od roku 1800 bylo součástí départementu Haut-Rhin. Na základě rozhodnutí Vídeňského kongresu se obec v roce 1815 stala součástí kantonu Bern. Od 1. ledna 1979 je součástí nově založeného kantonu Jura.

## Obyvatelstvo
| Rok            | 1850 | 1870 | 1900 | 1910 | 1930 | 1950 | 1960 | 1970 | 1980 | 1990 | 2000 |
| Počet obyvatel | 630  | 720  | 757  | 757  | 690  | 721  | 707  | 614  | 571  | 557  | 637  |

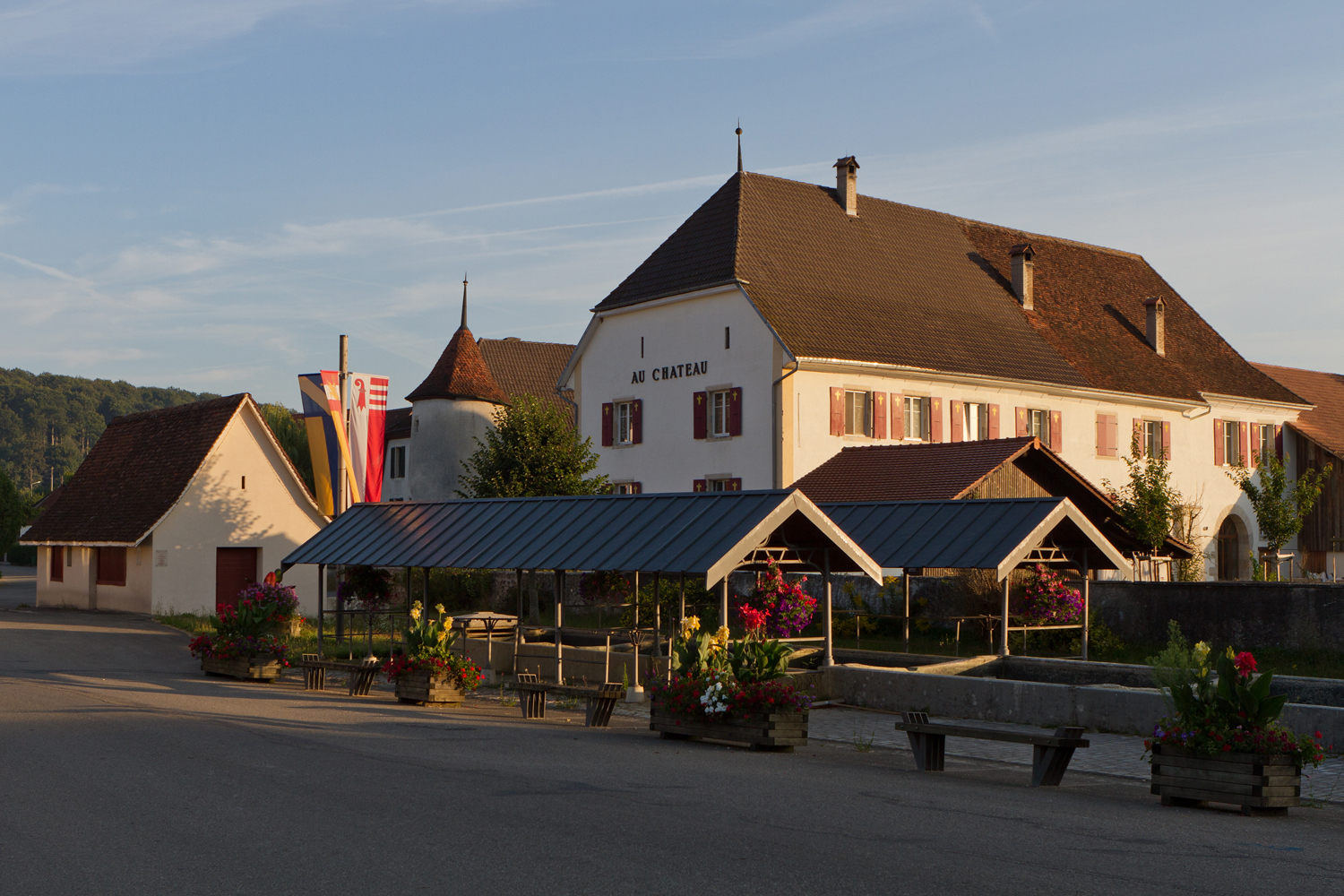
Zámeček Coeuve

Z celkového počtu obyvatel je 95,3 % francouzsky mluvících, 2,8 % německy a 0,8 % portugalsky mluvících (k roku 2000). Největšího počtu obyvatel dosáhlo Coeuve na počátku 20. století. Počet obyvatel pak klesl na 557 v roce 1990. Od té doby došlo opět k mírnému nárůstu.

## Hospodářství
Coeuve je díky úrodné půdě v okolí stále výrazně zemědělsky využívané. Vzhledem k tomu, že v místních malých podnicích mimo primární sektor je poměrně málo pracovních míst, mnoho pracujících za prací dojíždí; pracují především v oblasti Porrentruy.

## Doprava
Obec leží na regionální silnici vedoucí z Porrentruy přes Coeuve do Francie. Coeuve je napojeno na veřejnou dopravní síť autobusovou linkou, která jezdí z Porrentruy do Beurnevésinu.